# Dorpskerk (Oud-Beijerland)

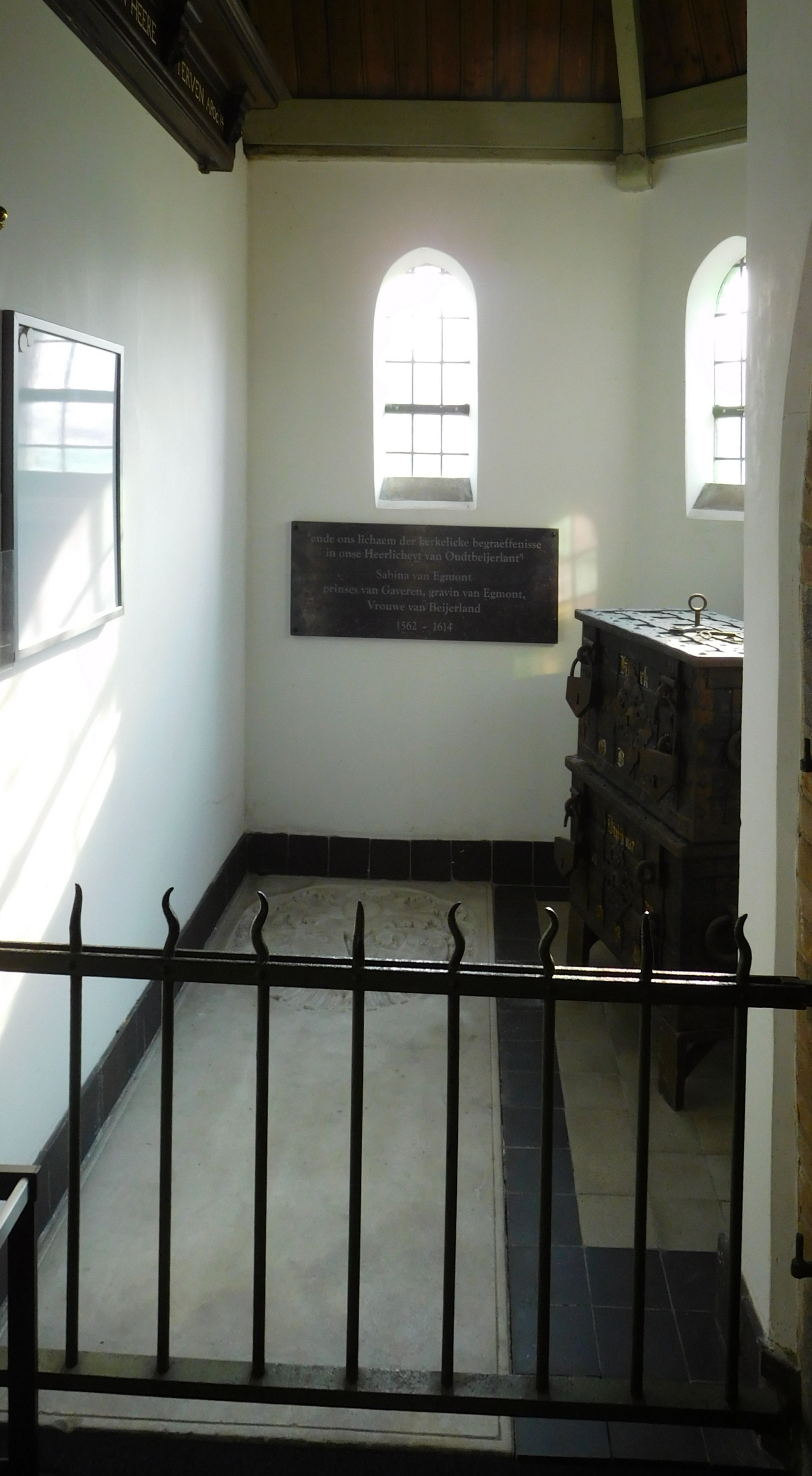
Gravinnenhuisje met graf en diakoniekisten

De Dorpskerk in het Zuid-Hollandse Oud-Beijerland is een kerkgebouw van de 'Hervormde Gemeente Oud-Beijerland' die deel uitmaakt van de Protestantse Kerk in Nederland (PKN). Het gebouw aan de Kerkstraat is de oudste kerk van Oud-Beijerland.

## Geschiedenis
De Dorpskerk van Oud-Beijerland dateert uit 1567. Tussen de jaren 1538 en 1567 werd een rooms-katholieke kapel gebouwd gewijd aan de heilige Antonius van Padua. In 1577 namen de protestanten de kerk over. In 1604 kwam er een kerktoren bij de kapel, het was een geschenk van Sabina van Egmont, dochter van de stichter van het dorp Beijerland, graaf Lamoraal van Egmont. Gravin Sabina overleed in 1614 in Delft maar ligt begraven in het 'gravinnenhuisje' in de Dorpskerk.
Boven de ingang van de toren is een steen met het familiewapen van de gravin te zien. De toren stond na de bouw los van de kerk. Pas na enkele jaren werd de kerk vergroot zodat toren en kerk één geheel werden. Tweemaal werd de toren door de bliksem getroffen, de eerste keer in 1750 - de toren is toen herbouwd en vanaf de die tijd eigendom van de gemeente - de tweede keer op 8 maart 1939. De kerktoren is in een gotiserende vorm opgetrokken met een slanke naaldspits. 
Het interieur wordt gedekt door houten tongewelven op trekbalken, vergroot aan de oostzijde in 1925.

## Interieur
In de kerk bevindt zich het Van Oeckelen-orgel uit 1821, gebouwd door Cornelis van Oeckelen (1762-1837). 
In 1967 is het door de orgelmakers Pels uitgebreid en in 2009 zijn op het borstwerk wijzigingen aangebracht. Hierbij werden nieuwe registers aangebracht, zoals strijkers, een bassonhobo en een tweevoet.
De kerk is voorzien van een preekstoel en een doophek uit de 17e eeuw. Er zijn diverse gebrandschilderde ramen. Voorts is er een  gepolychromeerd wapenbord uit 1794 in Lodewijk XVI-stijl. Verder worden er twee 'diaconiekisten' uit 1679 en 1680 bewaard. Iedere kist heeft drie sloten, dit maakte het mogelijk drie verschillende personen gezamenlijk de verantwoordelijkheid te geven voor het geld en de archiefstukken die er in bewaard werden.

## Klokken
Tegelijkertijd met de toren schonk de gravin ook de eerste luidklok, die gegoten werd door Henricus van Meurs. In die klok staat het wapen met het opschrift:
Geschonken bij de hooggeboorn vrouwe Sabina van Egmond geboorne princesse graafinne van Solms en vrouwe van Beijerlant, Henricus Meurs me fecit 1604
De andere klok heeft een opschrift met als betekenis:
Ik roep de levenden, beween de doden en weer de bliksem af